# Alexis Ryan
Alexis Ryan (18 de setembre de 1994) és una ciclista estatunidenca professional des del 2013, i actualment a l'equip Canyon-SRAM.

## Palmarès
- 2011
  -  Campiona dels Estats Units júnior en ruta
  -  Campiona dels Estats Units júnior en critèrium
- 2012
  -  Campiona dels Estats Units júnior en ruta
  -  Campiona dels Estats Units júnior en critèrium
- 2013
  -  Campiona dels Estats Units sub-23 en critèrium
- 2018
  - 1a a la Drentse Acht van Westerveld